# Leszek Bugaj
Leszek Ryszard Bugaj (ur. 5 marca 1947 w Opolu Lubelskim, zm. 5 kwietnia 2009 w Kielcach) – polski polityk, rolnik, samorządowiec, poseł na Sejm I, II i IV kadencji.

## Życiorys
Syn Jana i Janiny. Ukończył w 1971 studia na Wydziale Rolniczym Szkoły Głównej Gospodarstwa Wiejskiego w Warszawie. Przez wiele lat kierował Okręgową Spółdzielnią Mleczarską w Ostrowcu Świętokrzyskim.
W 1989 bezskutecznie startował do Senatu z ramienia Zjednoczonego Stronnictwa Ludowego w województwie kieleckim, zajmując 6. miejsce spośród 12 kandydatów. Pełnił funkcję posła na Sejm I, II i IV kadencji (w latach 1991–1997 i 2004–2005), wybieranego z listy Polskiego Stronnictwa Ludowego w okręgach kieleckich: nr 8, nr 18 i nr 33. Bez powodzenia kandydował w wyborach parlamentarnych m.in. w 2005 i 2007. Od 1998 do 2004 i ponownie od 2006 do 2009 zasiadał w sejmiku świętokrzyskim.
Mieszkał we wsi Świrna. Wchodził w skład władz krajowych PSL. Był myśliwym, członkiem koła łowieckiego „Chełmowa Góra”. Działał także w Związku Ochotniczych Straży Pożarnych RP. Został pochowany w Szewnej.
Jego imieniem nazwano ulicę w dzielnicy Częstocice w Ostrowcu Świętokrzyskim.
W 1998 odznaczony Złotym Krzyżem Zasługi.